# Bahnstrecke Winterswijk–Gelsenkirchen-Bismarck
| Bahnstrecken Zutphen – Winterswijk und Winterswijk – Gelsenkirchen-Bismarck |                                                                        |                                                          |                                                   |
| Streckennummer (DB): | 2236                                                                   |                                                          |                                                   |
| Kursbuchstrecke (DB): | 423 (Borken – Gladbeck-Zweckel) 426 (Dorsten – Gelsenkirchen Zoo)      |                                                          |                                                   |
| Kursbuchstrecke: | 234a (Burlo – Wanne-Unser Fritz 1946) 234e (Dorsten – Feldhausen 1946) |                                                          |                                                   |
| Streckenlänge: | 59,0 km                                                                |                                                          |                                                   |
| Spurweite: | 1435 mm (Normalspur)                                                   |                                                          |                                                   |
| Streckenklasse: | D4                                                                     |                                                          |                                                   |
| Maximale Neigung: | 5,88 ‰                                                                 |                                                          |                                                   |
| Streckengeschwindigkeit: | 100 km/h                                                               |                                                          |                                                   |
| Zugbeeinflussung: | PZB 90                                                                 |                                                          |                                                   |
| Zweigleisigkeit: | Dorsten – Gladbeck-Zweckel                                             |                                                          |                                                   |
| |                                                                        |                                                          |                                                   |
| \| \| \| Strecke von Zutphen \| \| \| \| 44,0 \| Winterswijk \| 38,7 m \| \| \| 44,5 \| Strecke nach Zevenaar \| Strecke nach Zevenaar \| \| \| \| N 319 \| \| \| \| 44,8 \| ehem. Strecke nach Bocholt \| ehem. Strecke nach Bocholt \| \| \| 48,3 \| Holland (Übf) \| Holland (Übf) \| \| \| 50,452,3 \| Staatsgrenze Niederlande/Deutschland \| 47,2 m \| \| \| 50,1 \| Burlo \| 55,6 m \| \| \| 46,2 \| Gemenwirthe (Übf) \| Gemenwirthe (Übf) \| \| \| 44,5 \| B 70 \| B 70 \| \| \| \| ehem. Strecke von Bocholt \| \| \| \| \| ehem. Strecke von Ahaus – Burgsteinfurt \| \| \| \| 42,2 \| Borken (Westf) \| 48,2 m \| \| \| \| ehem. Strecke nach Coesfeld \| \| \| \| \| B 67 \| \| \| \| 37,0 \| Marbeck-Heiden (ehem. Bf) \| 58,9 m \| \| \| 33,2 \| Leblich (Übf) \| Leblich (Übf) \| \| \| 29,8 \| Rhade \| 50,2 m \| \| \| \| A 31 \| \| \| \| 25,3 \| Deuten \| 46,7 m \| \| \| 25,2 \| B 58 \| B 58 \| \| \| \| \| \| \| \| \| Strecke von Coesfeld \| \| \| \| \| \| \| \| \| 20,5 \| Hervest-Dorsten (ehem. Bf) ehem. Strecke Wesel – Haltern \| 38 m \| \| \| \| \| \| \| \| \| Anschlussgleis VEW Dorsten (neu 1982) \| \| \| \| \| ehem. Verbindungsstrecke von Hervest-Dorsten tief \| \| \| \| \| Lippe \| \| \| \| \| Wesel-Datteln-Kanal \| \| \| \| \| B 224, B 225 \| \| \| \| 18,9 \| Dorsten \| 35,9 m \| \| \| \| nach Bottrop Nord \| \| \| \| 16,6 \| Tönsholt \| Tönsholt \| \| \| 14,1 \| Feldhausen (ehem. Bf) \| 52,6 m \| \| \| 10,9 \| Gladbeck-Zweckel (Hp Abzw) \| Gladbeck-Zweckel (Hp Abzw) \| \| \| \| Strecke nach Gladbeck West \| \| \| \| \| Rheinbaben – Scholven der RBH Logistics \| \| \| \| \| Strecke Oberhausen-Osterfeld – Hamm (Westf) Rbf \| \| \| \| 9,4 \| Gladbeck Ost (ehem. Bf) \| 66,7 m \| \| \| 9,2 \| Gladbeck Ost (Neubau geplant)[1] \| Gladbeck Ost (Neubau geplant)[1] \| \| \| \| B 224 \| \| \| \| \| A 2 \| \| \| \| 5,1 \| Gelsenkirchen-Buer Süd \| 44,5 m \| \| \| 4,9 \| GE-Beckhausen Horster Straße (Bogestra) \| GE-Beckhausen Horster Straße (Bogestra) \| \| \| \| Güterstrecke von Gelsenkirchen-Horst \| \| \| \| 3,1 \| Gelsenkirchen Hugo Abzw (Bft) \| Gelsenkirchen Hugo Abzw (Bft) \| \| \| \| Emscher \| \| \| \| \| Rhein-Herne-Kanal \| \| \| \| 2,6 \| Buer Süd (Kanalbr) \| Buer Süd (Kanalbr) \| \| \| \| Güterstrecke von Gelsenkirchen Nordstern \| \| \| \| \| ehem. von Gelsenkirchen-Schalke \| \| \| \| −0,3 \| Gelsenkirchen-Bismarck (ehem. Inselbahnhof) \| Gelsenkirchen-Bismarck (ehem. Inselbahnhof) \| \| \| \| B 227 \| \| \| \| \| Gelsenkirchen Zoo (Bft) \| 49,2 m \| \| \| \| Wanne-Unser Fritz \| \| \| \| \| Wanne-Unser Fritz (Bft) \| 45,7 m \| \| \| \| Strecke nach Wanne-Eickel \| \| \| \| \| ehem. Strecke nach Dortmund \| \| \| \| \| Güterstrecke nach Herne \| \| \| \| \| \| \| \| Quellen: [2][3][4] \| \| \| \| |                                                                        |                                                          |                                                   |
| Strecke |                                                                        | Strecke von Zutphen                                      | Strecke von Zutphen                               |
| Bahnhof | 44,0                                                                   | Winterswijk                                              | 38,7 m                                            |
| Abzweig ehemals geradeaus und nach rechts | 44,5                                                                   | Strecke nach Zevenaar                                    | Strecke nach Zevenaar                             |
| Bahnübergang (Strecke außer Betrieb) |                                                                        | N 319                                                    | N 319                                             |
| Abzweig geradeaus und nach rechts (Strecke außer Betrieb) | 44,8                                                                   | ehem. Strecke nach Bocholt                               | ehem. Strecke nach Bocholt                        |
| Dienststation / Betriebs- oder Güterbahnhof (Strecke außer Betrieb) | 48,3                                                                   | Holland (Übf)                                            | Holland (Übf)                                     |
| Grenze (Strecke außer Betrieb) | 50,452,3                                                               | Staatsgrenze Niederlande/Deutschland                     | 47,2 m                                            |
| Bahnhof (Strecke außer Betrieb) | 50,1                                                                   | Burlo                                                    | 55,6 m                                            |
| Dienststation / Betriebs- oder Güterbahnhof (Strecke außer Betrieb) | 46,2                                                                   | Gemenwirthe (Übf)                                        | Gemenwirthe (Übf)                                 |
| Strecke mit Straßenbrücke (Strecke außer Betrieb) | 44,5                                                                   | B 70                                                     | B 70                                              |
| Abzweig geradeaus und von rechts (Strecke außer Betrieb) |                                                                        | ehem. Strecke von Bocholt                                | ehem. Strecke von Bocholt                         |
| Abzweig geradeaus und von links (Strecke außer Betrieb) |                                                                        | ehem. Strecke von Ahaus – Burgsteinfurt                  | ehem. Strecke von Ahaus – Burgsteinfurt           |
| Kopfbahnhof Strecke bis hier außer Betrieb | 42,2                                                                   | Borken (Westf)                                           | 48,2 m                                            |
| Abzweig geradeaus und ehemals nach links |                                                                        | ehem. Strecke nach Coesfeld                              | ehem. Strecke nach Coesfeld                       |
| Strecke mit Straßenbrücke |                                                                        | B 67                                                     | B 67                                              |
| Haltepunkt / Haltestelle | 37,0                                                                   | Marbeck-Heiden (ehem. Bf)                                | 58,9 m                                            |
| ehemaliger Dienststation / Betriebs- oder Güterbahnhof | 33,2                                                                   | Leblich (Übf)                                            | Leblich (Übf)                                     |
| Bahnhof | 29,8                                                                   | Rhade                                                    | 50,2 m                                            |
| Strecke mit Straßenbrücke |                                                                        | A 31                                                     | A 31                                              |
| Haltepunkt / Haltestelle | 25,3                                                                   | Deuten                                                   | 46,7 m                                            |
| Bahnübergang | 25,2                                                                   | B 58                                                     | B 58                                              |
| Verschwenkung von rechts |                                                                        |                                                          |                                                   |
| Strecke von links · Kreuzung geradeaus oben |                                                                        | Strecke von Coesfeld                                     | Strecke von Coesfeld                              |
| |                                                                        |                                                          |                                                   |
| Turmhaltepunkt geradeaus oben (Querstrecke außer Betrieb) · Turmhaltepunkt geradeaus oben (Querstrecke außer Betrieb) | 20,5                                                                   | Hervest-Dorsten (ehem. Bf) ehem. Strecke Wesel – Haltern | 38 m                                              |
| |                                                                        |                                                          |                                                   |
| Strecke · Abzweig geradeaus und von links |                                                                        | Anschlussgleis VEW Dorsten (neu 1982)                    | Anschlussgleis VEW Dorsten (neu 1982)             |
| Abzweig geradeaus und ehemals von rechts · Strecke |                                                                        | ehem. Verbindungsstrecke von Hervest-Dorsten tief        | ehem. Verbindungsstrecke von Hervest-Dorsten tief |
| Brücke über Wasserlauf · Brücke über Wasserlauf |                                                                        | Lippe                                                    | Lippe                                             |
| Brücke über Wasserlauf · Brücke über Wasserlauf |                                                                        | Wesel-Datteln-Kanal                                      | Wesel-Datteln-Kanal                               |
| Brücke · Brücke |                                                                        | B 224, B 225                                             | B 224, B 225                                      |
| Kopfbahnhof Strecke ab hier außer Betrieb · Bahnhof | 18,9                                                                   | Dorsten                                                  | 35,9 m                                            |
| Strecke nach rechts |                                                                        | nach Bottrop Nord                                        | nach Bottrop Nord                                 |
| ehemaliger Haltepunkt / Haltestelle | 16,6                                                                   | Tönsholt                                                 | Tönsholt                                          |
| Haltepunkt / Haltestelle | 14,1                                                                   | Feldhausen (ehem. Bf)                                    | 52,6 m                                            |
| Haltepunkt / Haltestelle | 10,9                                                                   | Gladbeck-Zweckel (Hp Abzw)                               | Gladbeck-Zweckel (Hp Abzw)                        |
| Abzweig geradeaus und nach rechts |                                                                        | Strecke nach Gladbeck West                               | Strecke nach Gladbeck West                        |
| Kreuzung geradeaus oben |                                                                        | Rheinbaben – Scholven der RBH Logistics                  | Rheinbaben – Scholven der RBH Logistics           |
| Kreuzung geradeaus oben |                                                                        | Strecke Oberhausen-Osterfeld – Hamm (Westf) Rbf          | Strecke Oberhausen-Osterfeld – Hamm (Westf) Rbf   |
| Haltepunkt / Haltestelle | 9,4                                                                    | Gladbeck Ost (ehem. Bf)                                  | 66,7 m                                            |
| ehemaliger Haltepunkt / Haltestelle | 9,2                                                                    | Gladbeck Ost (Neubau geplant)                            | Gladbeck Ost (Neubau geplant)                     |
| Brücke |                                                                        | B 224                                                    | B 224                                             |
| Brücke |                                                                        | A 2                                                      | A 2                                               |
| Haltepunkt / Haltestelle | 5,1                                                                    | Gelsenkirchen-Buer Süd                                   | 44,5 m                                            |
| Kreuzung mit U-Bahn | 4,9                                                                    | GE-Beckhausen Horster Straße (Bogestra)                  | GE-Beckhausen Horster Straße (Bogestra)           |
| Abzweig geradeaus und von rechts |                                                                        | Güterstrecke von Gelsenkirchen-Horst                     | Güterstrecke von Gelsenkirchen-Horst              |
| Dienststation / Betriebs- oder Güterbahnhof | 3,1                                                                    | Gelsenkirchen Hugo Abzw (Bft)                            | Gelsenkirchen Hugo Abzw (Bft)                     |
| Brücke über Wasserlauf |                                                                        | Emscher                                                  | Emscher                                           |
| Brücke über Wasserlauf |                                                                        | Rhein-Herne-Kanal                                        | Rhein-Herne-Kanal                                 |
| ehemaliger Haltepunkt / Haltestelle | 2,6                                                                    | Buer Süd (Kanalbr)                                       | Buer Süd (Kanalbr)                                |
| Abzweig geradeaus und von rechts |                                                                        | Güterstrecke von Gelsenkirchen Nordstern                 | Güterstrecke von Gelsenkirchen Nordstern          |
| Abzweig geradeaus und ehemals von rechts |                                                                        | ehem. von Gelsenkirchen-Schalke                          | ehem. von Gelsenkirchen-Schalke                   |
| Dienststation / Betriebs- oder Güterbahnhof | −0,3                                                                   | Gelsenkirchen-Bismarck (ehem. Inselbahnhof)              | Gelsenkirchen-Bismarck (ehem. Inselbahnhof)       |
| Brücke |                                                                        | B 227                                                    | B 227                                             |
| Bahnhof |                                                                        | Gelsenkirchen Zoo (Bft)                                  | 49,2 m                                            |
| ehemaliger Haltepunkt / Haltestelle |                                                                        | Wanne-Unser Fritz                                        | Wanne-Unser Fritz                                 |
| Blockstelle |                                                                        | Wanne-Unser Fritz (Bft)                                  | 45,7 m                                            |
| Abzweig geradeaus und nach rechts |                                                                        | Strecke nach Wanne-Eickel                                | Strecke nach Wanne-Eickel                         |
| Abzweig geradeaus und ehemals nach links |                                                                        | ehem. Strecke nach Dortmund                              | ehem. Strecke nach Dortmund                       |
| Strecke |                                                                        | Güterstrecke nach Herne                                  | Güterstrecke nach Herne                           |
| |                                                                        |                                                          |                                                   |
| Quellen: |                                                                        |                                                          |                                                   |

Die Bahnstrecke Winterswijk–Gelsenkirchen-Bismarck ist eine 59 Kilometer lange, ehemals durchgehende Eisenbahnstrecke von Winterswijk in den Niederlanden nach Gelsenkirchen-Bismarck im nördlichen Ruhrgebiet. Bauherr der Strecke war die Niederländisch-Westfälische Eisenbahn-Gesellschaft, während die Bergisch-Märkische Eisenbahn-Gesellschaft bis zu ihrer Verstaatlichung als Betriebsführer auftrat.
Bis zum Ausbruch des Ersten Weltkrieges genoss die Strecke überregionale Bedeutung, unter anderem durch eine direkte Zugverbindung von Essen nach Amsterdam. In den 1920er Jahren sank die Bedeutung des Grenzabschnittes zwischen Winterswijk und Borken. Der internationale Personenverkehr endete mit dem Ausbruch des Zweiten Weltkrieges, der letzte Güterzug passierte 1979 die Grenze. Der südliche Abschnitt ab Dorsten diente bis zur Jahrtausendwende im Güterverkehr vor allem der Montanindustrie: Mehrere Zechen – darunter Hugo in Gelsenkirchen, Graf Moltke in Gladbeck und Fürst Leopold in Dorsten – fuhren ihre Steinkohlen über die Strecke ab. Seit der Stilllegung des letzten Bergwerks beschränkt sich die Bedeutung der Strecke weitestgehend auf den Schienenpersonennahverkehr. Der heute noch in Betrieb befindliche Streckenteil ist überwiegend eingleisig, nicht elektrifiziert und als Hauptbahn klassifiziert.

## Verlauf

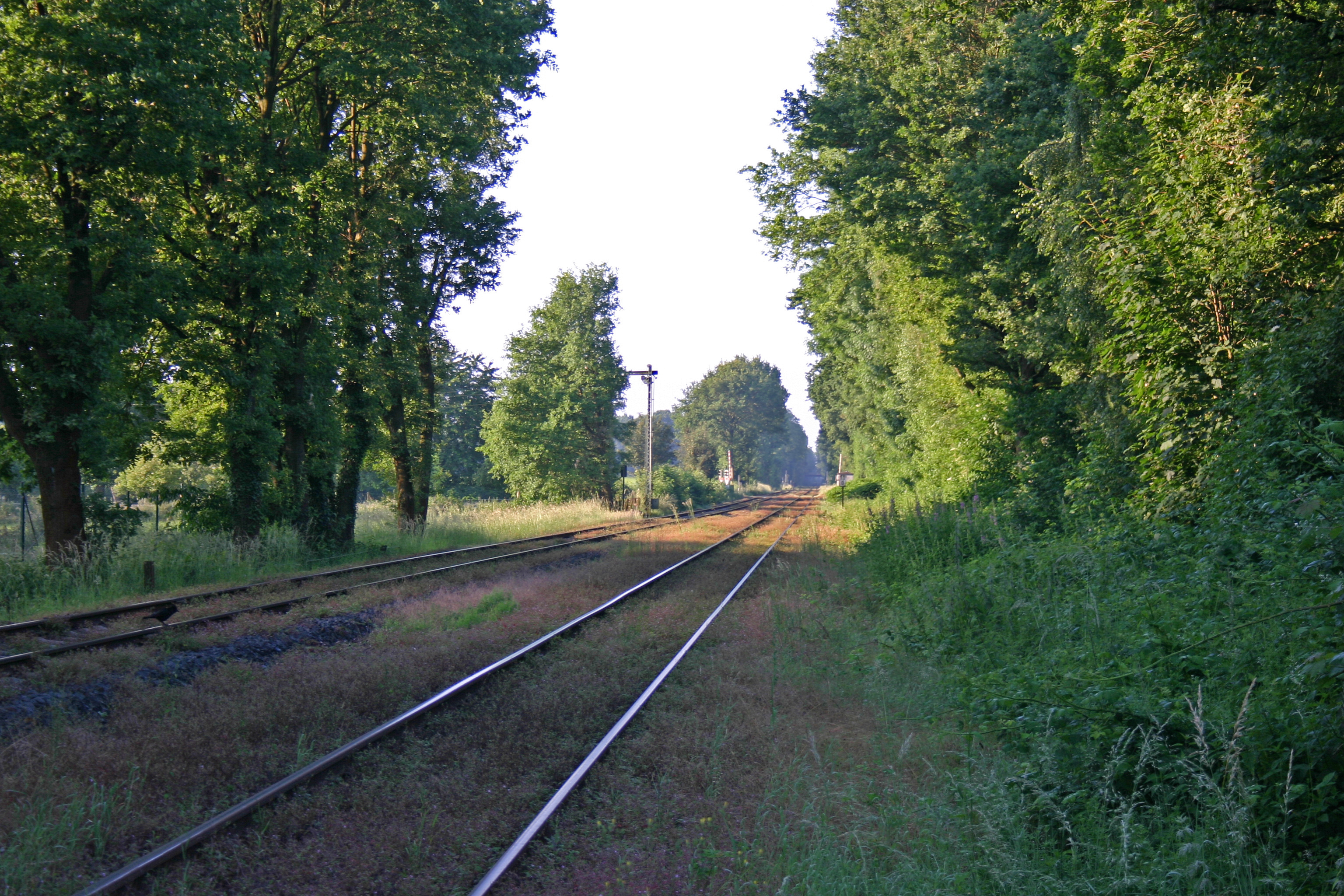
Zweigleisiger Streckenabschnitt bei Feldhausen, 2014

Die Strecke ist die südliche Fortsetzung der Strecke Zutphen – Winterswijk und wird in den Niederlanden betrieblich zu dieser gezählt. Ausgehend von Winterswijk verließ die Strecke parallel zur Strecke Winterswijk – Bocholt den Bahnhof nach Südwesten, beide Strecken trennten sich nach etwa einem Kilometer. Vier Kilometer südlich von Winterswijk befand sich der Überholbahnhof Holland, unmittelbar südlich davon passierte die Strecke die niederländisch-deutsche Grenze. Die Trasse steigt bis Burlo auf etwa 55 Meter über Normalnull an und fällt dann kontinuierlich bis Borken auf 48 Meter ab. Bei Streckenkilometer 42,217 im Bahnhof Borken befindet sich das nördliche Ende des in Betrieb befindlichen Streckenabschnittes. Die eingleisige Strecke führt von Borken aus weiter Richtung Südwesten und streift dabei die westlichen Ausläufer der Berge auf einer Höhe bis zu 66,4 Meter über Normalnull. Im weiteren Verlauf fällt die Trasse auf den nächsten 16,4 Kilometern kontinuierlich ab und erreicht in der Lippeniederung in Dorsten mit 35,88 Meter über Normalnull ihren tiefsten Punkt. Zwischen den Stationen Dorsten und Gladbeck-Zweckel wendet sich die Strecke stärker gen Süden und streift mit einer Steigung von 1:170 die westlichen Ausläufer des Vestischen Höhenrückens. Hinter Gladbeck-Zweckel führt sie stärker nach Osten und erreicht bei Gladbeck Ost mit 66,7 Metern über Normalnull den höchsten Punkt. Zwischen Gladbeck Ost und Gelsenkirchen-Buer Süd fällt die Strecke mit einem Gefälle von 1:180 auf das Niveau der Emscherniederung ab, das etwa bis zum Bahnhof Gelsenkirchen-Bismarck beibehalten wird.
(Abschnitt Bismarck–Wanne-Eickel) und Fortführung nach Dortmund
Die Strecke ist mit Ausnahme des Abschnittes Dorsten – Gladbeck-Zweckel eingleisig. Der Abschnitt Gladbeck-Zweckel – Gelsenkirchen-Bismarck war von 1908 bis 1986 zweigleisig ausgebaut, der Abschnitt Hervest-Dorsten – Dorsten zwischen 1895 und 1945. Zwischen Hervest-Dorsten und Dorsten verläuft die eingleisige Strecke Dorsten – Coesfeld parallel zur Strecke Winterswijk–Gelsenkirchen-Bismarck.

## Geschichte

### Vorgeschichte
Die Regionen Westmünsterland und Achterhoek waren zur Mitte des 19. Jahrhunderts von der Industriellen Revolution noch weitestgehend unberührt geblieben. Eine erste Verbindung in Richtung des späteren Ruhrgebietes stellte der 1768 angelegte Gahlener Kohlenweg von Bochum zur Lippe bei Gahlen dar. Seine Verlängerung war eine 1850 angelegte Chaussee nach Borken.
Ab 1856 gab es erste Pläne für Eisenbahnstrecken im Westmünsterland. Die Vorhaben konzentrierten sich weniger auf die regionalen Belange, sondern waren als Abschnitte internationaler, teils transkontinentaler Verbindungen geplant. Ein 1864 von einem niederländischen Komitee vorgestelltes Projekt sah eine Fernverbindung von Münster über Coesfeld nach Winterswijk vor, die in Preußen dem Import von Kolonialwaren und Export heimischer Erzeugnisse dienen sollte. Die Fortsetzung dieser Bahn von Winterswijk nach Amsterdam verfolgte das Komitee nicht, da mit dem Oosterspoorweg der Hollandsche IJzeren Spoorweg-Maatschappij (HIJSM) eine Verbindung bereits vorgesehen war. Diese baute die Strecke von Amsterdam nur bis Zutphen, da sie eine Anbindung des Achterhoek um Winterswijk mit einer Stichstrecke als unrentabel betrachtete.
Um 1870 taten sich der Textilfabrikant Willink aus Winterswijk und der Großgrundbesitzer Snellen zusammen, um das Projekt erneut anzugehen. Sie erkannten, dass die Strecke nur dann rentabel sein könnten, wenn sie nach Preußen verlängert würde. Sie gaben 1870 eine Broschüre mit dem Titel Nederlandsch-Westfaalsche Spoorweg heraus, in der sie ihr Projekt vorstellten. Die Bahn sollte von Zutphen über Winterswijk und Oeding nach Haltern führen und dort an der Strecke Wanne – Hamburg der Cöln-Mindener Eisenbahn-Gesellschaft (CME) enden. Obwohl die CME den Bau der Bahn als Konkurrenzlinie zu ihrer Hollandstrecke betrachtete, stieß das Vorhaben in den Niederlanden auf positive Resonanz. Am 27. März 1872 wurde das Unternehmen als Nederlandsch-Westfaalsche Spoorweg Maatschappij (Niederländisch-Westfälische Eisenbahn-Gesellschaft; NWSM/NWE) von der Regierung bestätigt. Am 15. Oktober 1872 erhielt die Gesellschaft die vorläufige Konzession für den Bau der Verbindung Zutphen – Winterswijk. Die Betriebsführung überließ die Gesellschaft vertraglich der HIJSM.
Auf deutscher Seite stellte sich das Unterfangen als komplizierter heraus. Da die CME dem Gemeinschaftsbahnhof in Haltern ablehnend gegenüberstand, nahm die NWE Kontakt mit der Bergisch-Märkischen Eisenbahn-Gesellschaft (BME) auf. Diese erklärte sich zunächst bereit, für die NWE die erforderliche Konzession zu beantragen, gab diese dann aber zurück, um die Gesellschaft zu einem Betriebsüberlassungsvertrag zu bewegen. Die NWE visierte daraufhin Recklinghausen als südlichen Endpunkt an, stand damit aber vor dem gleichen Problemen wie in Haltern. Letztendlich nahm sie die Gespräche mit der BME wieder auf, wobei sich beide Gesellschaften auf einen Endpunkt im Bahnhof Bismarck einigten. Dort bestand zudem Anschluss an die Züge der Westfälischen Eisenbahn. Am 7. Juni 1875 schlossen beide Seiten einen vorläufigen Betriebsüberlassungsvertrag ab.
Im Januar 1875 beantragte die NWE die Konzession für die Strecke von Winterswijk nach Bismarck sowie einer Zweigstrecke von Winterswijk nach Bocholt. Der preußische Minister der öffentlichen Arbeiten lehnte diese im März 1875 ab mit Verweis auf die mangelnde Kontrolle der Gesellschaft auf deutschem Boden. Bis Juli 1875 einigten sich die preußische und niederländische Seite über den Bau, was in einem Staatsvertrag mündete. Im September 1875 unternahm die NWE einen zweiten Anlauf zur Beantragung der Konzession, die ihr am 2. November 1875 vom Minister der öffentlichen Arbeiten in Aussicht gestellt wurde. Daran geknüpft waren mehrere Bedingungen. Unter anderem unterstand der deutsche Streckenabschnitt deutschen Gesetzen. Weitere Punkte betrafen etwa die Ausgaben für Krankenkassen und das unentgeltliche Mitlaufen von Postwagen. Nach 30 Betriebsjahren bestand ein Rückkaufrecht seitens Preußens. Zudem war die Gesellschaft verpflichtet, binnen einen Jahres nach Konzessionserteilung ein Pfand in Höhe von 500.000 Mark zu hinterlegen. Die vorläufige Konzession wurde am 1. Dezember 1875 erteilt.
Die Initiatoren der NWE, Willink und Snellen, gaben kurz nach Erteilung der vorläufigen Konzession eine Werbeschrift heraus, um das nötige Kapital für den Streckenbau zusammenzubekommen. Da diese nicht den gewünschten Erfolg hatte, wurde im Juni 1876 eine zweite Werbeschrift herausgegeben, in der auf die Bedeutung der Strecke eingegangen wurde. Als Hauptbeförderungsgut war Kohle vorgesehen, die vom Ruhrgebiet in die Textilfabriken im Achterhoek transportiert werden sollten. Zudem betonten die Autoren die mögliche Erschließung der Wälder bei Dorsten, Rhade, Raesfeld, Borken und Winterswijk. Hinzu kamen der geplante Transport von Schlachtvieh und Getreide sowie von Kalk und Eisenerz aus Oeding. Die Baukosten für den preußischen Anteil sollten sich Schätzungen zufolge auf 6.793.000 Mark belaufen. Die Verzinsung des Baukapitals oblag der BME bei einem Satz von vier Prozent in den ersten zehn Betriebsjahren, danach waren es fünf Prozent. Trotz der Zurückhaltung der preußischen Gemeinden, gelang es der NWE das erforderliche Pfand rechtzeitig einzureichen, sodass ihr am 17. Februar 1877 die endgültige Konzession erteilt werden konnte. Der Betriebsüberlassungsvertrag zwischen der NWE und der BME kam am 18. Dezember 1876 zustande und wurde am 26. Juni 1878 vom preußischen König genehmigt.

### Bau und Eröffnung
Die Vorarbeiten waren noch 1876 abgeschlossen, der Streckenbau selbst wurde im Oktober 1877 aufgenommen. Die Strecke führte weitgehend geradlinig durch das Gelände. Südlich von Dorsten, wo die Bahn den Vestischen Höhenrücken passierte, waren größere Erdarbeiten erforderlich. Auf deutschem Boden waren fünf Bahnhöfe in Borken-Gemen, Rhade, Dorsten, Gladbeck und Buer-Beckhausen vorgesehen. Ein Antrag der Gemeinde Buer zur Verlegung der Strecke nach Norden wurde nicht stattgegeben, zumal sich die Gemeinde nicht bereit erklärte, das Vorhaben finanziell zu unterstützen. Die Gemeinde Borken erreichte mit einem ähnlichen Vorhaben die Verlegung der Strecke auf die Westseite der Stadt.
Für den Bau musste die NWE mehrmals vom Enteignungsrecht Gebrauch machen. Im Raum Marbeck sind 92 Fälle bekannt, in Dorsten 71 Fälle, in denen unter anderem eine Enteignung erfolgte. Nördlich der Lippe kreuzte die Strecke bei Hervest die 1874 eröffnete Haltern-Venloer Bahn der CME. Die Brücke über die Lippe in Dorsten sowie der Dorstener Bahnhof waren im Sommer 1878 beziehungsweise Anfang 1879 fertiggestellt. Die Rheinische Eisenbahn-Gesellschaft (RhE) führte in diesem Abschnitt ihre Fernbahn Oberhausen – Coesfeld – Rheine parallel zur Niederländisch-Westfälischen Bahn. Der Dorstener Bahnhof war wie der Bahnhof Bismarck als Inselbahnhof angelegt, wobei die NWE die östliche und die RhE die westliche Seite nutzte. Der im Vertrag anvisierte Abschlusstermin der Arbeiten im April 1880 konnte nicht eingehalten werden. Bei einer ersten Inspektionsfahrt mit Vertretern der beiden Gesellschaften und der lokalen Behördenvertreter wurden keine Mängel festgestellt. Die erste Abnahmefahrt am 8. Juni 1880 brachte dann 62 vorwiegend kleinere Mängel zutage, die aber einer Inbetriebnahme nicht entgegenstanden. Am 14. Juni 1880 fand die feierliche Eröffnung der Strecke statt. Der reguläre Verkehr wurde am 21. Juni 1880 auf der Bahn aufgenommen, ebenso auf der Zweigbahn nach Bocholt. Die niederländische Fortsetzung nach Zutphen war zu diesem Zeitpunkt fast zwei Jahre in Betrieb.

### Erste Betriebsjahre

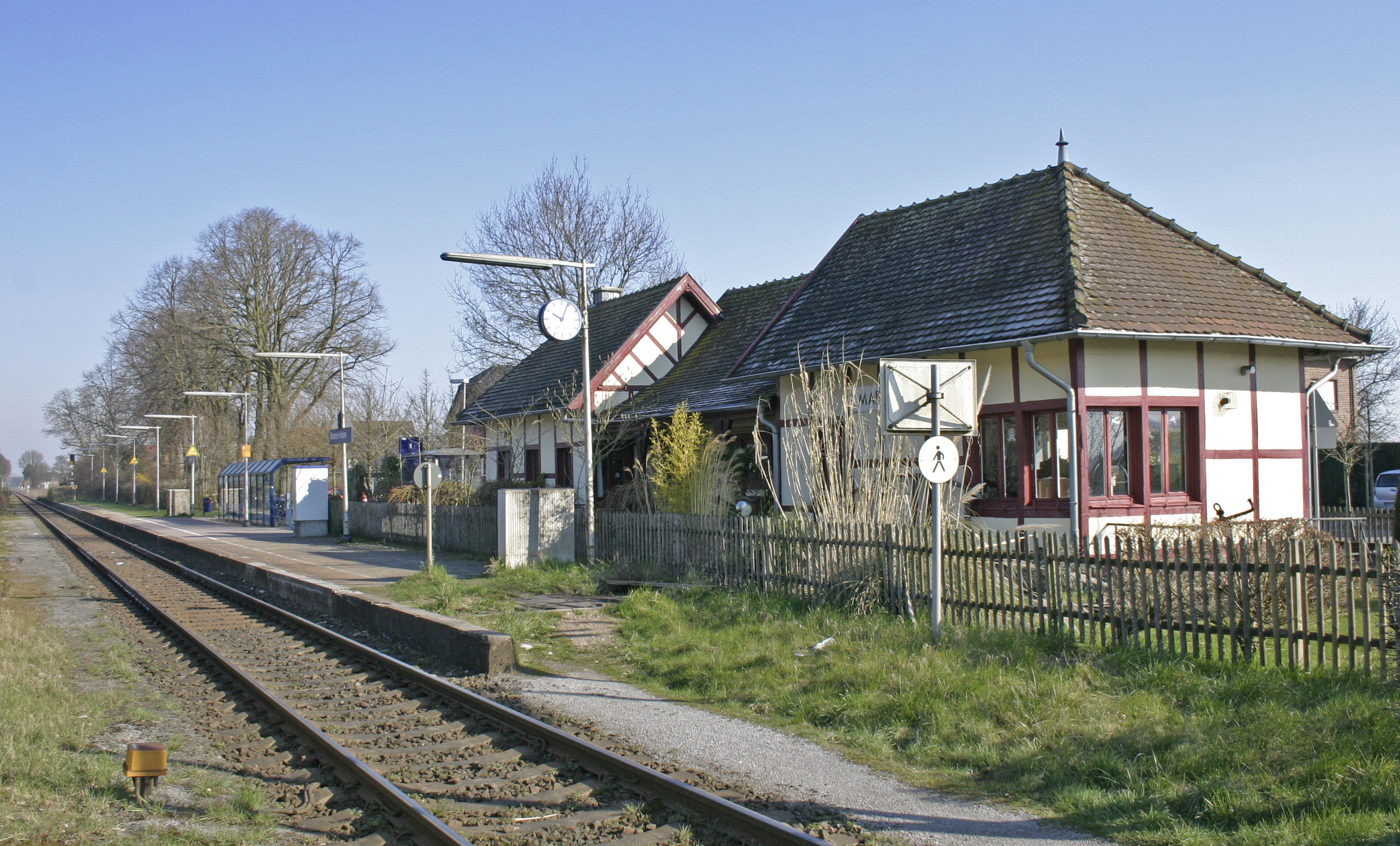
Haltepunkt Marbeck-Heiden, 2015

Kurze Zeit nach der Streckeneröffnung wurden die meisten privaten Bahngesellschaften in Preußen verstaatlicht. Die NWE blieb als ausländische Gesellschaft von dem Vorhaben unberührt, sodass lediglich die Betriebsführung auf die Preußische Staatsbahn überging. Von den Streckenanlagen fielen vertraglich nur diejenigen an Preußen, die nach der Eröffnung ergänzt wurden. Preußische und niederländische Regierung handelten bis Oktober 1888 die Übergabe der Strecke aus. Am 8. April 1889 wurde das entsprechende Gesetz zur Verstaatlichung der NWE-Strecken auf deutschem Boden beschlossen, es trat am 1. Juli 1889 in Kraft. Die Strecke lag zunächst im Zuständigkeitsbereich der Königliche Eisenbahn-Direktion (KED) Elberfeld, ab dem 1. April 1890 im Bereich der KED Cöln rechtsrheinisch und ab dem 1. April 1895 endgültig im Bezirk der KED Essen. Eine Ausnahme bildete der nachträglich angelegte Bahnhof Hervest-Dorsten, der im Zuständigkeitsbereich der KED Münster lag.
Die ersten über die Strecke fahrenden Personenzüge verbanden die daran gelegenen Orte mit Essen und Amsterdam, ab Oktober 1884 gab es auch durchgehende Züge nach Wanne. Für die Belegschaft der an der Strecke befindlichen Zechen legte die Eisenbahn-Direktion weitere Zugpaare ein. Die Zeche Graf Bismarck verfügte seit der Eröffnung über einen Gleisanschluss, die in Gladbeck befindliche Zeche Graf Moltke war ab 1880 an die Strecke angeschlossen. 1910 folgten die Zeche Baldur sowie 1913 die Zeche Fürst Leopold bei Dorsten. Die Abteufung der neuen Bergwerke erhöhte gleichzeitig die Nachfrage nach Grubenholz. Der daraus resultierende Anstieg der Zugdichte machte 1907 den zweigleisigen Ausbau zwischen Bismarck und Dorsten erforderlich. Zwischen Dorsten und dem ab Oktober 1880 bedienten Bahnhof Hervest-Dorsten bestand das zweite Streckengleis bereits um 1895.
Nördlich von Hervest-Dorsten blieb die Strecke weitgehend eingleisig. In Burlo ging 1886 eine Ladestelle in Betrieb, die 1898 für den Personenverkehr freigegeben wurde. Der Bahnhof Marbeck-Heiden ging 1906 in Betrieb, die Haltestelle Deuten zwei Jahre darauf. Um die Streckenkapazität weiter zu erhöhen, ergänzte die KED Essen die Strecke 1908 um die drei Überholbahnhöfe Leblich, Gemenwirthe und Holland. Letzterer befand sich bereits in den Niederlanden, wurde aber von preußischem Personal geführt.

### Zwischenkriegszeit
Mit Beginn des Ersten Weltkrieges wurde der grenzüberschreitende Verkehr zwischen Burlo und Winterswijk eingestellt und erst 1919 wieder aufgenommen. Während des Februarstreiks 1919 befahl Generalleutnant Oskar von Watter nach einem Mordfall in Dorsten am 13. Februar 1919 den Einmarsch des Freikorps Lichtschlag in die Stadt. Bei den Kämpfen gegen die Arbeiter- und Soldatenräte sprengten Angehörige des Freikorps die Eisenbahnüberführung über die Rheinische Strecke nördlich von Hervest-Dorsten und drangen nach langen Kämpfen bis zum Bahnhof vor. Ab dem 15. Februar zogen sich die Truppen in das Münsterland zurück. Am 21. Februar nahmen die Arbeiter- und Soldatenräte die Stadt Dorsten wieder ein und sprengten die Brücken über die Lippe, die jedoch nicht einstürzten. Am gleichen Tag wurde die Überführung über die Rheinische Strecke provisorisch wiederhergestellt, womit der Verkehr nördlich von Hervest-Dorsten wieder aufgenommen werden konnte. Nach der erneuten Einnahme Dorstens durch Reichswehrtruppen am 31. März 1919 begannen die Reparaturarbeiten. Die Züge fuhren zunächst beidseitig der Lippe bis an die beschädigte Brücke heran, von wo aus die Reisenden den Fluss zu Fuß passieren mussten. Am 19. April 1919 konnte der durchgehende Verkehr wieder aufgenommen werde.
Einen weiteren Einschnitt verzeichnete die Strecke während der Ruhrbesetzung. Belgische Truppen besetzten den Bahnhof Mitte Januar, der seine Funktion als Zollbahnhof zwischen dem besetzten Ruhrgebiet und dem freien Münsterland wahrnahm. Am 31. Januar 1923 versetzten die Besatzer den Bahnhof in verschärften Belagerungszustand. In der Folge passierten fast nur noch beladene Kohlewagen in Reparationszügen nach den Niederlanden die Zollgrenze. Der übrige Bahnverkehr war zu dieser Zeit stark eingeschränkt oder teilweise gar unterbrochen. Ab dem 18. Februar 1923 war der obere Teil des Bahnhofs Hervest-Dorsten ebenfalls besetzt, ab dem 25. Juni 1923 zudem der untere Teil an der Venloer Bahn. Infolge eines Anschlags auf einen Urlauberzug mit belgischen Soldaten in Duisburg, bei dem mehrere Tote zu beklagen waren, wurde die vollständige Sperrung des Eisenbahnverkehrs über Dorsten hinaus Richtung Münsterland angeordnet. Die Maßnahmen wurden ergriffen, da die Attentäter aus dem Raum Dorsten stammen sollten, sie blieben bis zum 16. September 1923 bestehen. Am 21. November 1923 nahmen die Besatzungsmächte den Eisenbahnbetrieb in eigene Regie, der Verkehr über die Lippe war damit erneut unterbrochen. Der Regiebetrieb blieb bis zum 16. Oktober 1924 bestehen. Bereits am 17. September 1924 räumten die Besatzungstruppen den Hervester Bahnhof. Auf dem Dorstener Bahnhof blieb der letzte Posten hingegen bis zum 12. März 1925 bestehen.
Nach dem Ende des Regiebetriebs stabilisierte sich das Betriebsablauf allmählich. Das Fahrplanangebot fiel gegenüber dem Vorkriegszustand spärlicher aus. Die Fahrzeiten zwischen Gelsenkirchen-Bismarck waren in etwa gleich geblieben; 1927 benötigte der schnellste Zug für die 42 Kilometer lange Strecke 68 Minuten. Hingegen nahm die Bedeutung des Streckenabschnitts zwischen Borken und Winterswijk rapide ab. Infolge des 1917 erfolgten Zusammenschlusses der beiden niederländischen Eisenbahngesellschaften HIJSM und Staatsspoorwegen (SS) wurde der grenzüberschreitende Verkehr vornehmlich auf die Grenzbahnhöfe Venlo, Emmerich und Bentheim verlagert. Im Oktober 1924 stufte die Deutsche Reichsbahn daher den Abschnitt von Borken zur Staatsgrenze zur Nebenbahn herab. Dadurch konnte die Reichsbahn vielerorts Personal für Schrankenposten einsparen oder andernorts einsetzen, die betroffenen Bahnübergänge waren fortan nicht-technisch gesichert. Die reduzierten Kosten bei der Instandhaltung des Oberbaus führten zu Fahrzeitverlängerungen und weiteren Fahrgastrückgängen. Benötigte man 1911 noch 19–24 Minuten zwischen Borken und Winterswijk stieg die Fahrzeit bis 1926 auf 33–42 Minuten an. 1925 übernahmen die niederländischen Eisenbahnen den Überholbahnhof Holland und nahmen ihn außer Betrieb.
Zwischen 1925 und 1933 fand ein groß angelegter Umbau des Bahnhofs Gelsenkirchen-Bismarck statt, bei dem das alte Empfangsgebäude in Insellage durch einen Neubau seitlich der Gleise ersetzt wurde. Gegen Ende der 1930er Jahre fanden vielerorts an der Strecke Maßnahmen zur Kriegsertüchtigung statt. Zum einen zeigte sich dies im Bau von Rampen zur schnellen Verladung von Kriegsgerät. In den Empfangsgebäuden wurden Luftschutzkeller geschaffen und neben den Stellwerken Kleinbunker errichtet.

### Zweiter Weltkrieg und Bundesbahnzeit
Mit Ausbruch des Zweiten Weltkrieges wurde der Grenzübergang nach Winterswijk gesperrt und der Personenverkehr erneut unterbrochen. 1942 ging südlich von Dorsten der Haltepunkt Tönsholt, betrieblich auch als Dorsten Haltepunkt bezeichnet, in Betrieb. Einher ging der Bau eines Zwangsarbeiterlager der Organisation Todt in unmittelbarer Nähe, in dem bis zu 3500 Kriegsgefangene aus der Sowjetunion, den Niederlanden und Belgien untergebracht waren. Die Arbeiter waren überwiegend in den Krupp-Werken in Essen tätig und wurden mit der Eisenbahn zwischen dem Lager und den Werken transportiert. Ferner soll ein Anschlussgleis für Materialtransporte auf das Lagergelände geführt haben. Der Haltepunkt war bis zur kriegsbedingten Einstellung des Bahnbetriebs im Februar oder März 1945 in Betrieb. Vor allem die Bahnhöfe Borken und Gelsenkirchen-Bismarck waren stark von den Kampfhandlungen betroffen. Bei dem Rückzug der Wehrmachtsverbände sprengten diese mehrere Brücken entlang der Strecke, so die Brücken über den Wesel-Datteln-Kanal und die Lippe, über den Rhein-Herne-Kanal sowie die Überbauten im Bahnhof Hervest-Dorsten.
Im Juli 1945 fuhren wieder die ersten Züge. Die Überholbahnhöfe Leblich und Gemenwirthe wurden zu Blockstellen zurückgebaut und gingen in den 1960er Jahren als solche außer Betrieb. Da das Dienstgebäude der Reichsbahndirektion teilweise zerstört war, wurde das für die Strecke zuständige Betriebsamt Essen 4 vorübergehend im Empfangsgebäude von Gelsenkirchen-Bismarck untergebracht und von der Reichsbahndirektion Münster (Westf) beaufsichtigt. Noch im Jahr 1945 konnte die Brücke über den Rhein-Herne-Kanal behelfsmäßig wieder aufgebaut werden und der Streckenabschnitt eingleisig in Betrieb gehen. Die gehobenen und provisorisch abgestützten Überbauten der Lippebrücke stürzten beim Frühjahrshochwasser 1946 wieder ein und konnten erst im Herbst 1946 endgültig geborgen werden. Die Brücke über den Wesel-Datteln-Kanal konnte hingegen nicht unter Verwendung der bestehenden Überbauten repariert und musste komplett neu errichtet werden. Im Bahnhof Hervest-Dorsten wurden statt vormals vier nur zwei Brückenzüge instand gesetzt, wobei die unbeschädigten südlichen Überbauten auf der zerstörten Nordseite verwendet wurden. Mit Inkrafttreten des Sommerfahrplans 1948 am 9. Mai konnte der durchgehende Betrieb wieder aufgenommen werden. Eine Wiederaufnahme des grenzüberschreitenden Personenverkehrs war noch 1952 angedacht und wurde beim Neubau des Borkener Empfangsgebäude berücksichtigt. Das Vorhaben wurde im Folgejahr nicht mehr verfolgt.

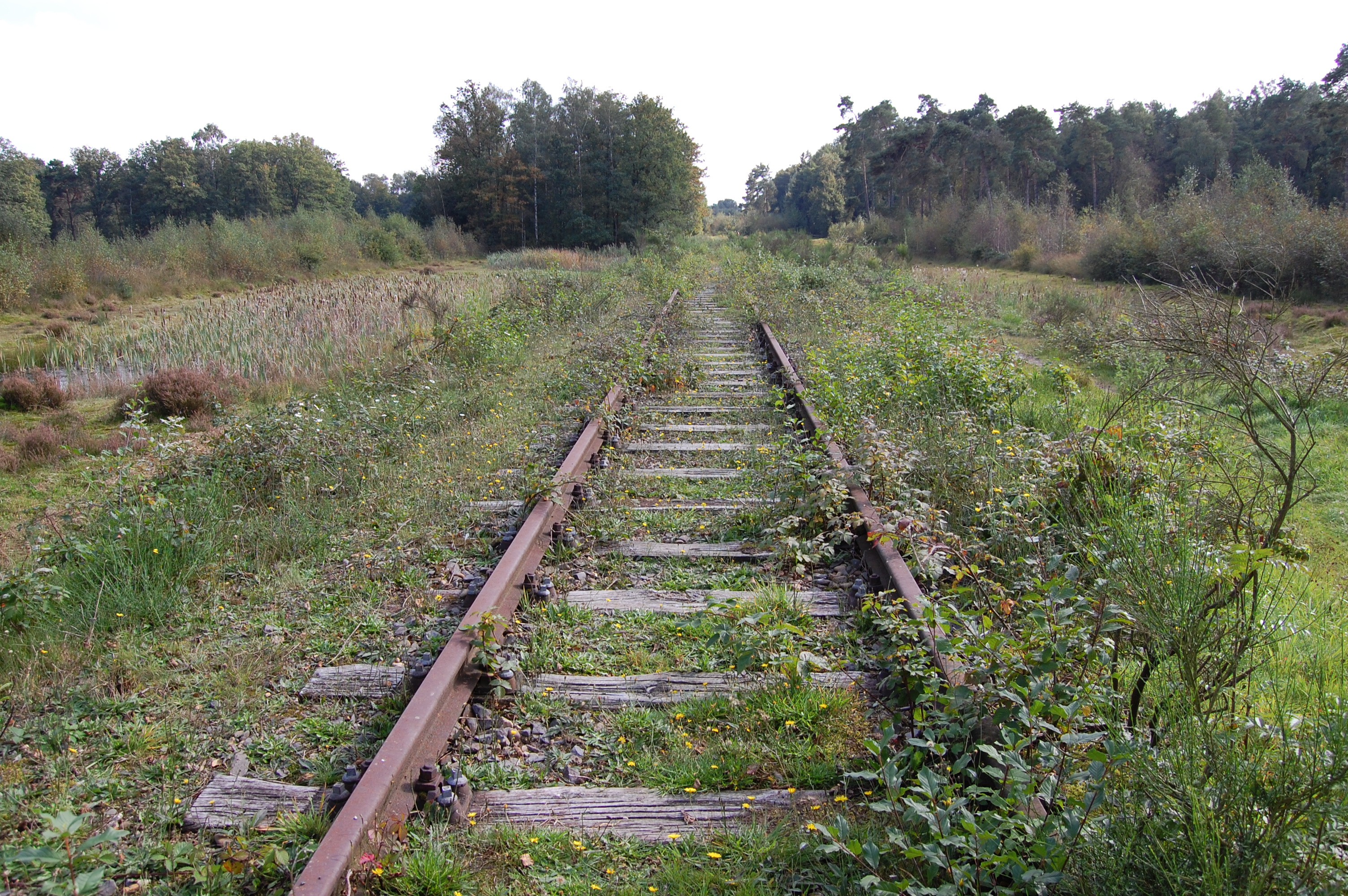
Naturschutzgebiet Borkense Baan südlich von Winterswijk, 2007

Anlässlich der Eröffnung des Ruhr-Zoos in Gelsenkirchen erhielt der Personenbahnhof Gelsenkirchen-Bismarck am 22. Mai 1955 die Bezeichnung Gelsenkirchen-Zoo. Die Bezeichnung der übrigen Dienststellen änderte sich nicht. Trotz der Einführung von Eilzügen mit teils sehr langen Laufwegen (z. B. Gronau–Köln, zumeist ohne Halt von Borken nach Hervest-Dorsten und in Gladbeck-Zweckel Richtung Bottrop abzweigend) gingen die Fahrgastzahlen ab den 1950er Jahren aufgrund der einsetzenden Massenmotorisierung zurück. Die Bundesbahndirektion Essen stellte daher den Personenverkehr zwischen Borken und Burlo zum 1. Oktober 1961 ein. Weitere Rückgänge gab es infolge der Stilllegungen angrenzender Strecken, so der Nordbahnstrecke Borken – Ahaus der Westfälischen Landes-Eisenbahn (1961/1975), der Venloer Bahn bei Hervest-Dorsten (1962) und der Strecke Bocholt – Borken – Coesfeld (1974). Im Güterverkehr hatte die dreijährige Streckenunterbrechung von 1945 bis 1948 gravierende Folgen. 1952 stellte die Deutsche Bundesbahn fest, dass seit dieser Zeit 60 Prozent des Güterverkehrsaufkommens von der Schiene auf die Straße abgewandert war. Der verbliebene Verkehr konzentrierte sich auf die Abfuhr von Steinkohle aus den Zechen des Ruhrgebiets sowie den Transport landwirtschaftlicher Erzeugnisse in die Ballungszentren. Die Kohlekrise und die Verlagerung des Verkehrs auf Lastkraftwagen bewirkten auch hier einen weiteren Rückgang. Innerhalb von fünf Jahren schlossen die Zechen Graf Bismarck (1966), Unser Fritz (1967) und Graf Moltke (1971). Einen weiteren Rückgang bewirkte die Elektrifizierung der angrenzenden Strecken, etwa der Verbindung Oberhausen – Emmerich. Am 30. September fuhr der letzte Güterzug von Borken nach Winterswijk. 1989 überließen die Nederlandse Spoorwegen das Gelände des in den Niederlanden gelegenen Streckenabschnitts der Stiftung Het Geldersch Landschap zum Zwecke des Landschaftsschutzes. So entstand das Naturschutzgebiet Borkense Baan (Borkener Bahn).

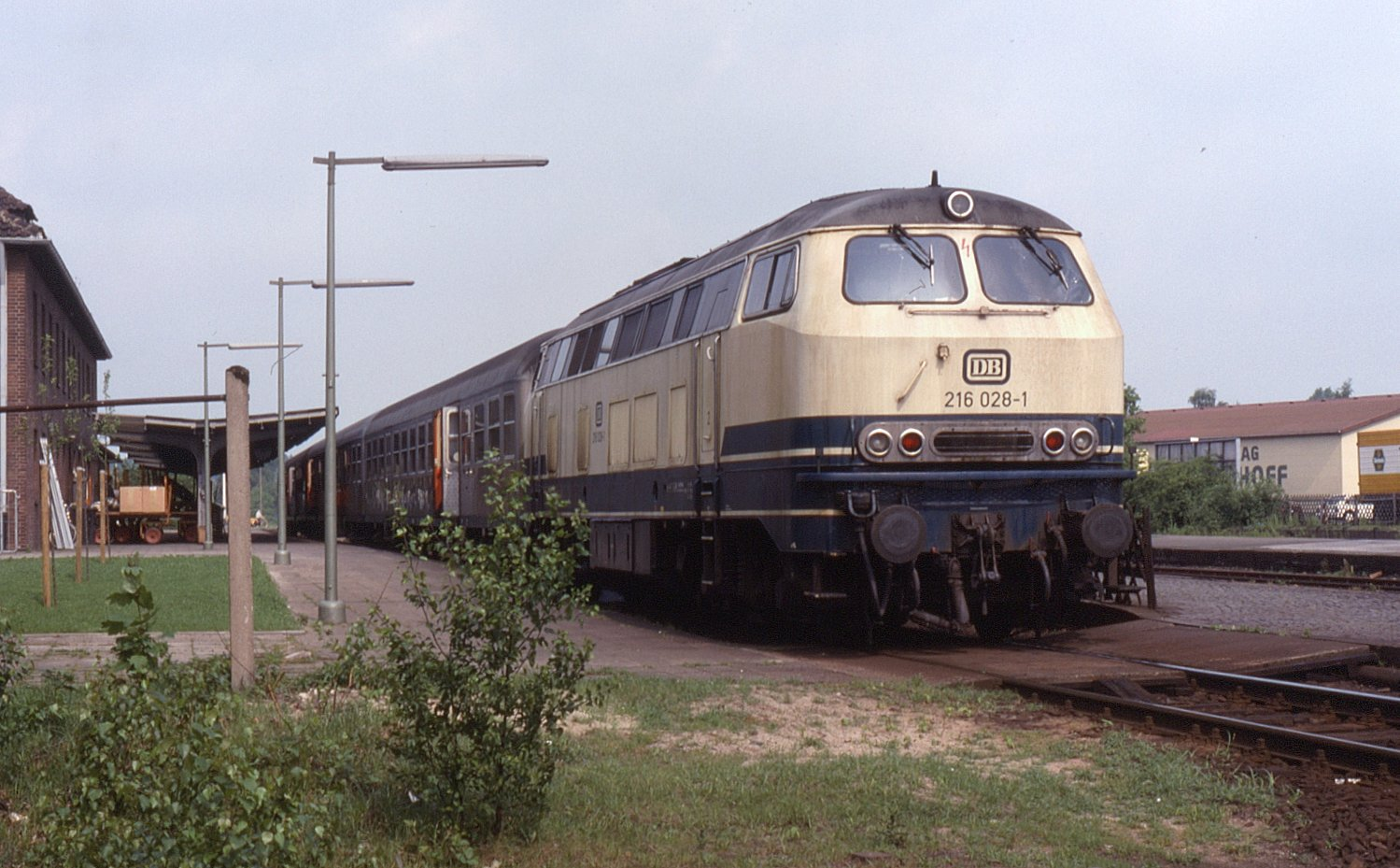
Nahverkehrszug in Borken (Westf) vor der Abfahrt nach Bottrop Hbf, 1990

Die Wirtschaftlichkeit sank in den 1980er Jahren bis unter 20 Prozent. 1981 ging im Bahnhof Gelsenkirchen-Bismarck das Relaisstellwerk Gbf in Betrieb. 1986 baute die Bundesbahn den Abschnitt Hugo – Zweckel auf ein Gleis zurück, Hintergrund war der Neubau einer Überführung über die Bundesautobahn 2, da diese auf sechs Fahrstreifen verbreitert werden sollte. Mit Inkrafttreten des Winterfahrplans 1987/88 am 27. September 1987 endete der durchgehende Personenverkehr zwischen Borken und Wanne-Eickel, wohin die Züge ab Gelsenkirchen-Zoo durchgebunden waren. Sie fuhren neu nach Essen bzw. Oberhausen. Durch die gleichzeitige Einführung eines starren Taktfahrplans konnte die Abwanderung weiterer Fahrgäste verhindert werden.

### Entwicklung seit 1994
Der Güterverkehr zwischen Borken und dem zuletzt als Anschlussstelle klassifizierten Bahnhof Burlo stellte die Deutsche Bahn am 1. Oktober 1994 ein. Am 1. Januar 1996 legte das Eisenbahn-Bundesamt den Streckenabschnitt still. Derzeit besteht auch keine direkte grenzüberschreitende Verbindung; ein Bürgerbus fährt wochentags nach Oeding, wo Anschluss nach Borken besteht. Nach Stilllegung der Zechen Hugo in Gelsenkirchen (1997) und Fürst Leopold in Dorsten (2001) beschränkte sich der Güterverkehr fast ausschließlich auf Militärtransporte zum Munitionsdepot Wulfen bei Deuten sowie zu den Anschließern der Hafenbahn Dorsten. Der Weiterbestand des Anschlussgleises ist über das Jahr 2022 hinaus nicht gesichert.
Auf dem noch in Betrieb befindlichen Teil befanden sich 2015 insgesamt 37 Bahnübergänge, davon elf mit Vollschranken, 18 mit Halbschranken und drei, die zumindest noch mit einem Blinklicht gesichert sind, das bedeutet im Schnitt nur gut ein Kilometer zwischen zwei Bahnübergängen. Eine Besonderheit stellt der Bahnübergang in Gelsenkirchen-Beckhausen dar, hier kreuzt eine meterspurige Straßenbahnstrecke der BOGESTRA die Eisenbahn niveaugleich.
Im Jahr 2018 erfolgte die Anbindung des Abschnittes Gladbeck-Zweckel – Dorsten – Borken an das ESTW Coesfeld. Das ESTW ersetzte die noch vorhandenen Stellwerke in Borken, Rhade, Deuten, Dorsten, Feldhausen und Gladbeck-Zweckel, wobei die Stellwerke in Rhade und Deuten zunächst als Schrankenposten besetzt blieben. Zum Fahrplanwechsel im Dezember 2018 schrieb der VRR die Verkehrsleistungen im Emscher-Münsterland-Netz erneut aus. Im neuen Verkehrsvertrag ist dabei eine Flügelung in Dorsten mit den Linien RE 14 Borken – Dorsten – Essen und RB 45 Coesfeld–Dorsten–Essen möglich; die Beifahranlage am Bahnhof Dorsten ist vorhanden. So können auch Fahrgäste aus Richtung Coesfeld umsteigefrei nach Essen gelangen. Weiterhin soll der Haltepunkt Gladbeck Ost um 200 Meter nach Süden zum Busbahnhof Gladbeck Oberhof verlegt werden. Im Dezember 2021 wurden die Linien RE 14 und RB 45 zum RE 14 „Emscher-Münsterland-Express“ mit zwei Linienästen zusammengeführt.
Der Streckenabschnitt Gladbeck-Zweckel – Borken ist Bestandteil des DB-Regionalnetzes Münster-Ostwestfalen (MOW) mit Sitz in Münster.

## Reaktivierung Borken–Burlo–Winterswijk
Im Jahr 2013 beauftragte der Kreis Borken in Kooperation mit der niederländischen Provinz Gelderland eine Untersuchung, die sich mit der Frage beschäftigte, ob eine Reaktivierung des stillgelegten und grenzüberschreitenden 16,5 km langen Teilabschnitts zwischen Borken und Winterswijk oder einer ähnlich trassierten Bahnstrecke zwischen dem Münsterland und dem Achterhoek sinnvoll sei. Hintergrund der Untersuchung ist die zentrale Lage des Kreis Borken zwischen den Ballungsräumen Enschede im Norden, dem Ruhrgebiet im Süden, Münster im Osten und Arnhem/Nijmegen im Westen. Die Untersuchung eines Amsterdamer Ingenieurbüros kam zu dem Ergebnis, dass eine Schienenwürdigkeit nicht gegeben sei. Diese liege bei etwa 1000 Fahrgästen am Tag vor. Abhängig von der Reaktivierung der kreuzenden Bahnstrecke Empel-Rees–Coesfeld und daraus resultierenden Netzeffekten kann mit 550–750 Fahrgästen pro Tag gerechnet werden (Stand 2013). Dem stehen Investitionskosten in Höhe von 69,8 Mio. Euro für den weitestgehenden Neubau des Gleisstranges zwischen Borken und Winterswijk gegenüber.
Eine langfristige Perspektive, so die Untersuchung, bergen jedoch klimapolitische Erwägungen sowie die Zunahme grenzüberschreitender Verflechtungen und abnehmender Grenzhemmnisse, wie eines gemeinsamen Arbeitsmarktes, grenzüberschreitender (Fachhoch-)Schulen und weiterer touristischer Erschließung.
In der Zielnetzgrafik NRW 2040 erschien Winterswijk zunächst als Endpunkt des RE 14, der derzeit in Borken endet.
Im Jahre 2023 wurde allerdings bekannt, dass die Verbindung zwischen Borken und Winterswijk nun doch nicht mehr im Zielnetzkonzept 2040 vorhanden ist und die Idee somit verworfen wurde.

## Bedienung

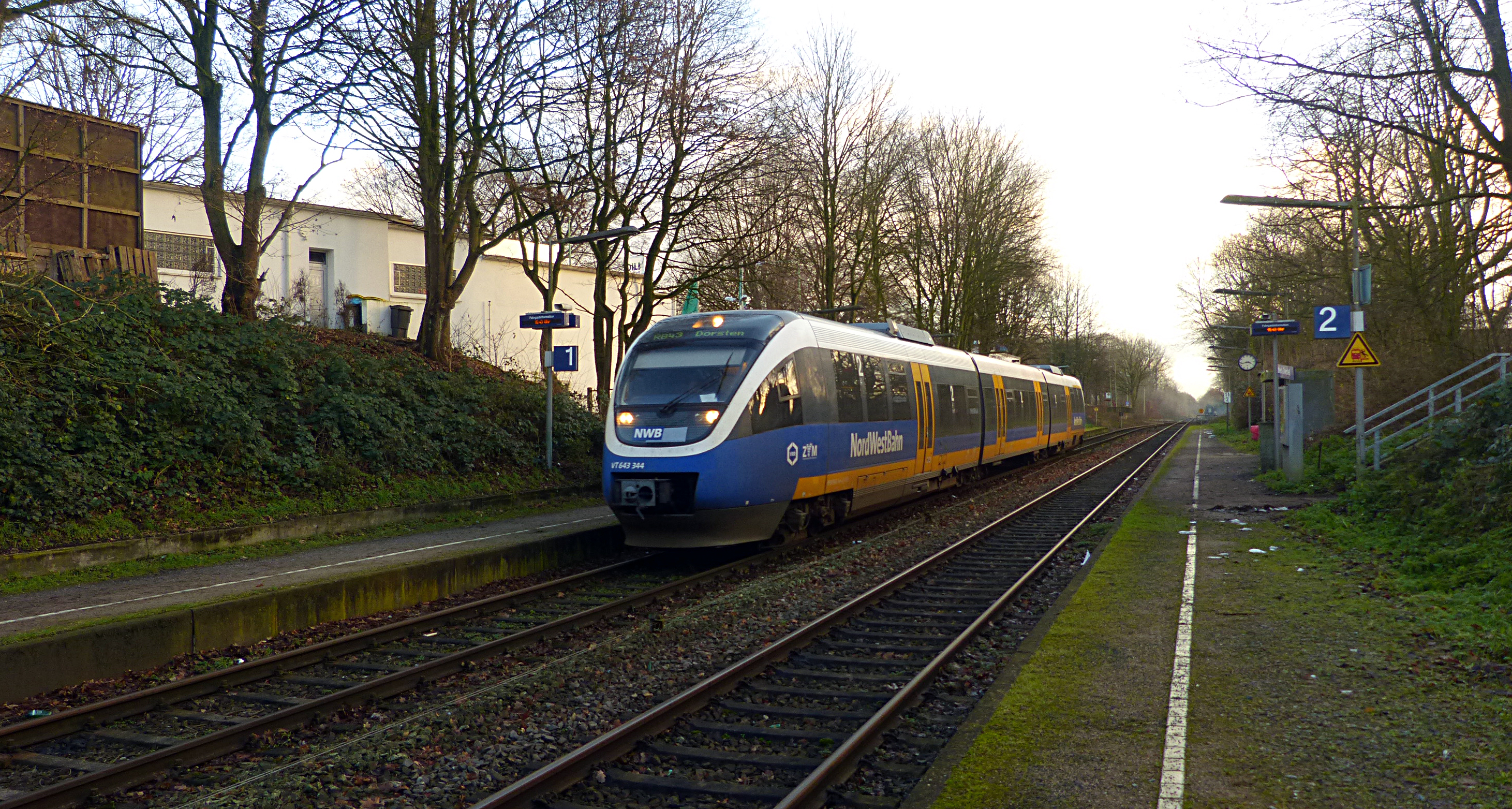
Triebwagen der NordWestBahn in Gladbeck-Zweckel, 2015

Der größte Teil der Strecke wird bis heute im Schienenpersonennahverkehr bedient:
- Der Regional-Express RE 14 Emscher-Münsterland-Express Essen Hbf–Essen-Borbeck–Bottrop Hbf – Gladbeck West – Dorsten–Borken/Coesfeld befährt mit beiden Zugteilen den Abschnitt zwischen Gladbeck-Zweckel und Dorsten. Nachdem der Zug dort geflügelt wird, fährt einer der beiden Teile weiter auf der Strecke bis zum Streckenende in Borken.
- Die Regionalbahn RB 43 Emschertal-Bahn von Dortmund Hbf folgt der Strecke ab Gelsenkirchen Zoo bis Dorsten.

Betreiber der Linie RE 14 ist die RheinRuhrBahn, die Linie RB 43 wird von DB Regio bedient.